# Assenede
Assenede este o comună neerlandofonă situată în provincia Flandra de Est, regiunea Flandra din Belgia. La 1 ianuarie 2008 avea o populație totală de 13.637 locuitori. 

## Geografie
Comuna actuală Assenede a fost formată în urma unei reorganizări teritoriale în anul 1977, prin înglobarea într-o singură entitate a 4 comune învecinate. Suprafața totală a comunei este de 87,22 km². Comuna este subdivizată în secțiuni, ce corespund aproximativ cu fostele comune de dinainte de 1977. Acestea sunt:
| - I. Assenede - II. Boekhoute - III. Bassevelde - IV. Oosteeklo |

Localitățile limitrofe sunt:
| În Belgia: | În Olanda:                        |
| - Zelzate; - Ertvelde (Evergem); - Sleidinge (Evergem); - Lembeke (Kaprijke); - Kaprijke; - Watervliet (Sint-Laureins). | - Comuna Terneuzen - Comuna Sluis |